# نصر (اسم)
نصر هو اسم علم مذكر ومؤنث من أصل عربي، ومعناه هو الفوز الانتصار المناصرة الإعانة، ونصر مصدر الفعل، ويأتي اسم فاعل؛ يقال «هو رجل نصرٌ، وقوم نصر» أي ناصر وناصر ونمثل ركب وراكبون، والنصر المطر.

## الأصل اللغوي
معناه هو الفوز الانتصار المناصرة الإعانة، ونصر مصدر الفعل، ويأتي اسم فاعل؛ يقال «هو رجل نصرٌ، وقوم نصر» أي ناصر وناصر ونمثل ركب وراكبون، والنصر المطر.

## شخصيات تحمل الاسم
- نصر الدين خوالد (لاعب كرة قدم جزائري، 16 أبريل 1986[3] – )
- نصر الدين دريد (لاعب كرة قدم جزائري، 22 يناير 1957[4] – )
- نصر الدين شاه (ممثل هندي، 20 يوليو 1950[5][6] – )
- نصر الدين كراوش (لاعب كرة قدم جزائري، 27 أغسطس 1979[7] – )
- نصر الله انتظام (دبلوماسي إيراني، 16 فبراير 1900 – 19 ديسمبر 1980)
- نصر الله بطرس صفير (البطريرك الماروني السادس والسبعون، 15 مايو 1920 – 12 مايو 2019)
- نصر الله خان (1874 – 1920)
- نصر الله معين (19 يناير 1952 – )
- نصر بن سيار الكناني (663 – 9 ديسمبر 748)
- نصر حامد أبو زيد (كاتب وباحث مصري راحل، 7 أكتوبر 1943 – 5 يوليو 2010[8])
- نصر بن معاوية بن بكر (جد قبيلة بنو نصر بن معاوية)

## وصلات خارجية
- موسوعة السلطان قابوس لأسماء العرب